# Кулай, Ян
Ян Кулай (пол. Jan Kułaj; 11 января 1958, Ярослав — 10 сентября 2020) — польский фермер и агробизнесмен. В 1981 году активист оппозиции, председатель независимого профсоюза крестьян-единоличников «Сельская Солидарность». Демонстративно порвал с оппозиционным движением. В 2009 году — фигурант коррупционного скандала.

## Крестьянский лидер
Родился в крестьянской семье. С 1979 года состоял в Объединённой крестьянской партии (ОКП) — структуре фиктивной «многопартийности», де-факто сельском филиале ПОРП.
В начале 1981 года Кулай стал одним из лидеров независимого крестьянского движения. Возглавлял массовые протесты в Жешуве. 20 февраля от имени протестующих фермеров подписал в Жешуве предварительное соглашение с правительственным аграрным ведомством. 9 марта 1981 23-летний Ян Кулай был избран председателем «Сельской Солидарности». Приобрёл широкую популярность в стране, именовался «крестьянским Валенсой», «безусым Валенсой» (намёк на молодой возраст).

Когда деревенский парень входит в моду в Варшаве, у него всё переворачивается в голове.

Антон Копачевский, председатель «Солидарности» Жешува

Коммунистические власти, теряя контроль над ситуацией в крупных промышленных центрах, старались удержать польскую деревню как стабильный бастион. Отказ руководства ПОРП от политики коллективизации в середине 1950-х способствовал лояльности большинства крестьян. Поэтому власти всячески блокировали легализацию «Сельской Солидарности». Это привело к инциденту в Быдгоще 19 марта 1981 и вылилось в общенациональную забастовку 27 марта 1981 с 13 миллионами участников. 12 мая 1981 Независимый самоуправляемый профсоюз индивидуальных фермеров «Солидарность» — Сельская Солидарность — был официально зарегистрирован.
Кулай проявил определённую харизму, зажигательно выступал на многолюдных митингах. Главной задачей фермерского профсоюза он называл «укрепление частной собственности и частного производства на селе». В то же время «Сельская Солидарность» оказалась заметно слабее «Солидарности» городской. Охват крестьян-единоличников независимым профсоюзом был значительно меньшим, нежели среди промышленных рабочих и интеллигенции. Сравнительно немногочисленные государственные хозяйства крепко удерживали свои земельные угодья, не допуская их передачи единоличникам.

## Интернирование и «ренегатство»
После введения военного положения Кулай был интернирован 15 декабря 1981. Его персонально обрабатывал председатель ОКП Роман Малиновский, видная фигура коммунистической элиты. В результате уже 26 апреля 1982 Кулай был освобождён и сделал заявление об отказе от оппозиционной деятельности. Выступал в поддержку политики ПОРП и ОКП. В 1986, с подачи Малиновского, вошёл в Консультативный совет при генерале Ярузельском. Лех Валенса охарактеризовал Кулая как «ренегата».
Кулай быстро утратил популярность и фактически ушёл из политики. Однако он сохранил связи с руководителями аграрного сектора ПНР, задействованные им впоследствии.

## Бизнес, скандалы и «крестьянский этос»
После падения режима ПОРП Кулай сосредоточился на аграрном предпринимательстве, большую часть времени проводил на своей ферме под Ярославом. Участия в польской политике не принимал до конца 1990-х.
В 1998 году Кулай вступил в Народно-демократическую партию (социал-демократического и проевропейского толка). Создал НДП Роман Ягелинский, вице-премьер левоцентристских правительств, бывший член руководства ОКП, давний знакомый Кулая. Видной роли в партии Кулай не сыграл (в 2005 году НДП была распущена). В мае 2001 протестовал в связи с неприглашением на юбилейные торжества по случаю 20-летия «Сельской Солидарности». В 2008 Кулай попытался баллотироваться в сенат от Демократической партии — demokraci.pl, однако потерпел неудачу.
14 июля 2009 Ян Кулай был арестован Центральным антикоррупционным бюро по подозрению в получении взятки. Девелоперская компания рассчитывала с помощью связей Кулая пролоббировать своей проект в администрации столичного региона Мазовше. Кулай получил от бизнесменов аванс в 250 тысяч злотых. Роман Малиновский говорил, что был шокирован этой информацией. Периодически выступал перед крестьянскими аудиториями. Критиковал современное фермерское движение за «забвение крестьянского этоса».

## Оценки
Скончался Ян Кулай в возрасте 62 лет.
Ян Кулай считается в Польше по-своему драматической фигурой. Вознесённый кратковременной популярностью, он не устоял перед последующими испытаниями — репрессивным интернированием и «золотой клеткой» от Малиновского. Не сумел он также сдержать последующих амбиций. В то же время, среди части польских фермеров, особенно своих земляков, и в семьях непосредственных участников жешувских событий 1981 года, Ян Кулай оставался популярен.